# Warped Tour 2015
Die Warped Tour 2015 ist die 21. Austragung des Musikfestivals Warped Tour, welche offiziell am 19. Juni 2015 im Pomona Fairplex in Pomona, Kalifornien startete und nach 40 Konzerten am 8. August 2015 in Auburn, Washington endet.
Einige Künstler absolvieren die Tournee über die komplette Länge, während andere Künstler lediglich einen Teilabschnitt der Konzertreise bestreiten. Im Oktober gastiert die Warped Tour mit anderer Bandbesetzung im Alexandra Palace in London, Vereinigtes Königreich. Zuletzt wurde die Warped Tour Ende 2013 in Deutschland, Österreich und in der Schweiz ausgetragen.
Erstmals wurden YouTuber in das Billing des Festivals aufgenommen, welche auch aktiv an dem Festival teilnehmen. Auch wurde zum ersten Mal eine Comedy-Bühne eröffnet.
Für Furore sorgte der Auftritt des Akustiksolo-Musikprojektes Front Porch Step des Musikers Jake McElfresh am 1. Juli 2015 in Nashville, Tennessee. Ursprünglich wurde Front Porch Step nach Bekanntwerden mehrerer Fälle von sexuellem Missbrauch an minderjährige Mädchen aus dem Billing entfernt. Erst kurz vor Beginn der Tournee in Nashville wurde bekannt, dass er im Rahmen einer therapeutischen Maßnahme, auf dem Festival spielen wird. Mehrere Künstler, die an der Tournee teilnehmen riefen daraufhin auf, das Set des Projektes zu boykottieren.

## Tourneeverlauf
Am 15. Oktober 2014 wurden die Tourdaten der kompletten Warped Tour bekanntgegeben. Allerdings wurden die genauen Veranstaltungsorte innerhalb der angekündigten Städte, in denen die Konzertreise Station macht, noch nicht angekündigt. Knapp zwei Monate später, am 3. Dezember 2014, wurden die ersten fünf teilnehmenden Künstler für die Festivaltournee enthüllt. Diese waren: Palisades, Neck Deep, Handguns, Kosha Dillz und das Akustikprojekt Front Porch Step. Der Ticketverkauf für die Tour startete neun Tage später, am 12. Dezember 2014. Front Porch Step sollte später aus dem Billing gestrichen werden.
Nach insgesamt 17 Ankündigungswellen, die mit der Bekanntgabe der letzten Band, Pierce the Veil, endete, waren über 70 Künstler angekündigt worden. Ein inoffizielles Event der Warped Tour fand als „Anstoßveranstaltung“ am 7. April 2015 im Club Nokia in Los Angeles, Kalifornien statt. Die offizielle Vorveranstaltung der Warped Tour fand am 17. Juni 2015 in der George M. Sullivan Sports Arena in Anchorage, Alaska statt. Erstmals wurden mit BryanStars, Austin Jones, Jordan Sweeto, Damn Fizzy und Johnnie Guilbert fünf national bekannte YouTuber ins Billing aufgenommen. Ebenfalls wurde erstmals eine Comedy-Bühne errichtet. Zudem erhielten Eltern minderjähriger Konzertbesucher eine freie Eintrittskarte für die Festivaltournee.
Unmittelbar vor Festivalbeginn verletzte sich Tony Perry von Pierce the Veil bei einem Unfall mit seinem Mountainbike schwer, sodass er für die Auftritte der Band auf der gesamten Tournee durch Jesse Barreira (ex-My American Heart) ersetzt wurde. Bei der vorletzten Station der Warped Tour in San Diego spielte Perry überraschend das komplette Konzert mit der Band, obwohl Ärzte die vollkommene Genesung erst zum Beginn der Reading and Leeds Festivals prognostiziert haben. Am 1. Juli 2015 trat Front Porch Step überraschend im Rahmen der Warped Tour in Nashville, Tennessee auf. Einige ebenfalls an der Konzertreise teilnehmende Künstler riefen im Internet die Besucher auf, den Auftritt des Projektes zu boykottieren und stattdessen andere Künstler anzusehen. Gründer und Organisator Kevin Lyman sagte in einem Interview, dass der Auftritt in Absprache mit den behandelnden Ärzten abgesprochen sei und ein Teil seiner Rehabilitation darstelle.
Am 19. Juli 2015 wurde die Band Slaves nach einer außerordentlichen Mitgliederversammlung der Warped-Tour-Crew aus dem Billing genommen und hat die weitere Teilnahme der Band an der Festivaltournee untersagt. Die Gruppe hatte erst drei Konzerte der Tournee absolviert und hatte die Auftritte in Cincinnati und Toronto aus zeitweise nicht bekannten Gründen nicht absolviert. Der Nordamerika-Abschnitt endete am 8. August 2015 in Auburn, Washington.

## Besetzung

### Nordamerika
| Shark Stage - Asking Alexandria - August Burns Red - Black Veil Brides - Blessthefall - Four Year Strong - H2O - Motion City Soundtrack - Never Shout Never - Simple Plan - The Wonder Years | Unicorn Stage - Attila - Family Force 5 - Memphis May Fire - Miss May I - Man Overboard - Pierce the Veil - We Came as Romans | Journeys Right Foot Stage - As It Is - Beautiful Bodies - Citizen - Handguns - Hands Like Houses - Juliet Simms - Lee Corey Oswald - Night Riots - PUP - Matchbook Romance - Metro Station |

| Monster Energy Stage - '68 - Beartooth - Being as an Ocean - Crossfaith - Escape the Fate - Fit for a King - Hundredth - I Killed the Prom Queen - Mallory Knox - Our Last Night - Senses Fail - Silverstein - The Amity Affliction - While She Sleeps | Hard Rock Kevin Says Stage - Alive Like Me - Alvarez Kings - Baby Baby - Bad Cop/Bad Cop - Candy Hearts - Carousel Kings - Common Thief - Corrin Campbell & the Election - Emarosa - Have Mercy - James Morris - Jule Vera - Kaya Stewart - Knuckle Puck - Lo’ There Do I See My Brother - Major League - Palisades - Punchline 13 - The Kenneth - Slaves - Stacked Like Pancakes - Sumo Cyco - Svetlanas - Trophy Eyes - Wolf-Face | Ernie Ball Stage - A+ Dropouts - Ascot Royals - Boymeetsworld (BBQ-Band) - Christopher Bard - Isles - False Puppet - Night Argent - Rivers Monroe - Seaway - Sirens and Sailors - Strangers You Know - TAT - The Bunny the Bear - The Dirty Nil - The Karma Killers - The Relapse Symphony - The Republic of Wolves - Trophy Wives - Youth in Revolt |

| Full Sail University Acoustic Basement - Aaron West and the Roaring Twenties - American Opera - Brian Marquis - Buttons - Grey Gordon - Koji - Macy Kate - Meghann Wright - Moose Blood - SayWeCanFly - Speak Low If You Speak Love - Tess Dunn - The Ready Set - Transit - Onward Etc. | Warped Comedy Tent - Amir K. - Ben Bizuneh - Beth Stelling - Chase Bernstein - Dave Ross - Eli Olsberg - Eric Schwartz - Grant Cotter - Melissa Villaseñor - Sammy Obeid - Sandy Danto | Beatport Stage - Black Boots - Born Cages - Chrisb - Drama Club - Jack Kennedy - Koo Koo Kanga Roo - Kosha Dillz - Le Castle Vania - M4Sonic - MC Lars - New Beat Fund - Shiragirl - Splitbreed |

| Spoken Word - Jake Ducey - Trey the Ruler | Journeys Left Foot Stage - Bebe Rexha - Icon for Hire - Mod Sun - Moose Blood - New Years Day - Neck Deep - PVRIS - Riff Raff - Set It Off! - This Wild Life - Transit |

### Europa
Zwei Tage vor Beginn der Warped Tour in den Vereinigten Staaten wurde das Billing für das Festival im Vereinigten Königreich bekanntgegeben. Die Besetzung besteht aus insgesamt 28 Künstlern.
| - Allusondrugs - Anti-Flag - Asking Alexandria (Co-Headliner) - Attila - August Burns Red - Black Veil Brides (Co-Headliner) - Blitz Kids - Boy Jump Ship - Chunk! No, Captain Chunk! - Creeper - Fearless Vampire Killers - Forever Came Calling - Frank Carter & the Rattlesnakes - Ghost Town | - In Hearts Wake - John Coffey - Memphis May Fire - Metro Station - Reel Big Fish - Roam - Rob Lynch - The One Hundred - The Rocket Summer - The Word Alive - Tigress - Trophy Eyes - Twin Wild - Young Guns |

## Tourdaten
| Nordamerika      |                  |                        |                                           |
| 19. Juni 2015    | Pomona           | Vereinigte Staaten     | Pomona Fairplex                           |
| 20. Juni 2015    | Mountain View    | Vereinigte Staaten     | Shoreline Amphitheatre                    |
| 21. Juni 2015    | Ventura          | Vereinigte Staaten     | Seaside Park – Ventura County Fairgrounds |
| 23. Juni 2015    | Mesa             | Vereinigte Staaten     | Quail Run Park                            |
| 24. Juni 2015    | Albuquerque      | Vereinigte Staaten     | Isleta Amphitheater                       |
| 25. Juni 2015    | Oklahoma City    | Vereinigte Staaten     | Zoo Amphitheater                          |
| 26. Juni 2015    | Houston          | Vereinigte Staaten     | Reliant Park – Main Street Lot            |
| 27. Juni 2015    | Dallas           | Vereinigte Staaten     | Gexa Energy Pavilion                      |
| 28. Juni 2015    | San Antonio      | Vereinigte Staaten     | AT&T Center                               |
| 01. Juli 2015    | Nashville        | Vereinigte Staaten     | Tennessee State Fairgrounds               |
| 02. Juli 2015    | Atlanta          | Vereinigte Staaten     | Aaron’s Amphitheatre at Lakewood          |
| 03. Juli 2015    | St. Petersburg   | Vereinigte Staaten     | Vinoy Park                                |
| 04. Juli 2015    | West Palm Beach  | Vereinigte Staaten     | Cruzan Amphitheatre                       |
| 05. Juli 2015    | Orlando          | Vereinigte Staaten     | Tinker Field                              |
| 07. Juli 2015    | Charlotte        | Vereinigte Staaten     | PNC Music Pavilion                        |
| 08. Juli 2015    | Virginia Beach   | Vereinigte Staaten     | Farm Bureau Live                          |
| 09. Juli 2015    | Pittsburgh       | Vereinigte Staaten     | First Niagara Pavilion                    |
| 10. Juli 2015    | Camden           | Vereinigte Staaten     | Susquehanna Bank Center                   |
| 11. Juli 2015    | Wantagh          | Vereinigte Staaten     | Nikon at Jones Beach Amphitheatre         |
| 12. Juli 2015    | Hartford         | Vereinigte Staaten     | Xfinity Theatre                           |
| 14. Juli 2015    | Mansfield        | Vereinigte Staaten     | Xfinity Center                            |
| 15. Juli 2015    | Darien Center    | Vereinigte Staaten     | Darien Lake Performing Arts Center        |
| 16. Juli 2015    | Cincinnati       | Vereinigte Staaten     | Riverbend Music Center                    |
| 17. Juli 2015    | Toronto          | Kanada                 | Molson Canadian Amphitheatre              |
| 18. Juli 2015    | Columbia         | Vereinigte Staaten     | Merriweather Post Pavilion                |
| 19. Juli 2015    | Holmdel          | Vereinigte Staaten     | PNC Bank Arts Center                      |
| 21. Juli 2015    | Scranton         | Vereinigte Staaten     | The Pavilion at Montage Mountain          |
| 23. Juli 2015    | Cuyahoga Falls   | Vereinigte Staaten     | Blossom Music Center                      |
| 24. Juli 2015    | Detroit          | Vereinigte Staaten     | The Palace of Auburn Hills                |
| 25. Juli 2015    | Chicago          | Vereinigte Staaten     | First Midwest Bank Amphitheater           |
| 26. Juli 2015    | Shakopee         | Vereinigte Staaten     | Canterbury Park                           |
| 27. Juli 2015    | Maryland Heights | Vereinigte Staaten     | Verizon Wireless Amphitheater             |
| 28. Juli 2015    | Milwaukee        | Vereinigte Staaten     | Marcus Amphitheatre                       |
| 29. Juli 2015    | Noblesville      | Vereinigte Staaten     | Klipsch Music Center                      |
| 30. Juli 2015    | Bonner Springs   | Vereinigte Staaten     | Cricket Wireless Amphitheater             |
| 01. August 2015  | Salt Lake City   | Vereinigte Staaten     | Utah State Fairpark                       |
| 02. August 2015  | Denver           | Vereinigte Staaten     | The Pepsi Center                          |
| 05. August 2015  | San Diego        | Vereinigte Staaten     | Qualcomm Stadium                          |
| 07. August 2015  | Portland         | Vereinigte Staaten     | Portland Expo Center                      |
| 08. August 2015  | Auburn           | Vereinigte Staaten     | White River Amphitheater                  |
| Europa           |                  |                        |                                           |
| 18. Oktober 2015 | London           | Vereinigtes Königreich | Alexandra Palace                          |

## Kontroversen
Wenige Wochen nach der Ankündigung, dass das Akustikmusikprojekt Front Porch Step an der Warped Tour teilnehmen würde, verbreiteten sich im Internet Gerüchte, dass der Mann hinter dem Musikprojekt, Jake McElfresh, in mehreren sozialen Plattformen mehrere minderjährige Mädchen sexuell belästigt haben soll. Die Gerüchte wurden hauptsächlich auf dem sozialen Netzwerk Tumblr in die Welt gesetzt. Demnach beschuldigte eines der Mädchen McElfresh, dass er sie um Nacktfotos gebeten habe. Die Gerüchte führten dazu, dass mehrere Tourneen in den Vereinigten Staaten, im Vereinigten Königreich und in Kanada ins Wasser fielen. Eine Online-Petition auf Change.org, die von Candice Montgomery gestartet wurde, forderte den Gründer und Organisator der Warped Tour auf, Front Porch Step aus dem Billing zu streichen. Dieser nahm das Projekt kurz darauf aus dem Billing. Am 1. Juli 2015 trat McElfresh überraschend auf dem Festival auf, was viele Musiker zum Anlass nahmen, Boykottaufrufe gegen Front Porch Step zu starten. Dieser Auftritt wurde von den Medien, als auch von den Festivalbesuchern kontrovers diskutiert. Lyman bestritt McElfresh für den Auftritt ausgezahlt zu haben, da es sich hierbei um einen Teil seiner Therapie handele, welcher von den Ärzten und Lyman vereinbart wurde. Für McElfresh hatte dieser Zwischenfall weitere Konsequenzen: Zwei Tage nach seinem Auftritt auf der Warped Tour in Nashville gab Jake Round, Gründer des Plattenlabels Pure Noise Records, bekannt, nicht mehr mit Front Porch Step arbeiten zu wollen und verkündete damit die Auflösung des bestehenden Plattenvertrages. Allerdings zeigte Round Respekt für Lyman, Front Porch Step in Nashville auftreten zu lassen.
Aufgrund eines technischen Defektes konnte Loz Taylor, der Sänger von While She Sleeps das Vereinigte Königreich aufgrund des fehlendem Visums nicht verlassen. Die Gruppe suchte nach einem spontanen Ersatzsänger für die ersten Auftritte der Warped Tour, bis das Problem mit dem Visum behoben wurde. Die Gruppe fand in Caleb Shomo (Beartooth), David Stephens (We Came as Romans) und Daniel Wand (Capsize) einen temporären Ersatzsänger.
In vom 21. auf dem 22. Juni 2015 wurde Alex Lyman, Gitarrist der US-amerikanischen Rockband Slaves, von einem Festivalbesucher mit einem Messer attackiert. Der Täter wurde zwischenzeitlich verhaftet und sitzt im Gefängnis. Der Angreifer bezeichnete ihn als einen „Schwulen in engen Hosen“. Laut einem Bericht des KCRA griff der Mann weitere Musiker an und verletzte diese leicht. Die Polizei erteilte Anzeige gegen den Täter mit der Begründung der Angriff basiere aus Hass. In der Nacht vom 18. auf dem 19. Juli 2015 wurde eine außerordentliche Sitzung der Warped-Tour-Organisation einberufen. In diesem Treffen ging es um die weitere Teilnahme der Rockband Slaves an der Festivaltournee. Die Gruppe hatte bereits zwei Konzerte in Cincinnati und in Toronto nicht gespielt. Den Musikern wurde vorgeworfen, auf den bisherigen Auftritten der Band während der Tournee, Drogen an Festivalbesucher verkauft zu haben. Eine Besucherin warf dem Sänger der Band, Jonny Craig, sexuelle Belästigung vor. Das Ergebnis der Versammlung fiel eindeutig aus. Der Gruppe wurde eine weitere Teilnahme an der Warped Tour untersagt. Inzwischen hat die Gruppe ein Statement veröffentlicht, in der sie jegliche Anklagepunkte als unwahr beschreiben. Eine ehemalige Crew-Mitarbeiterin der Band, welche Craig seit 2012 – kurz nach dessen Behandlung in einer Suchtklinik – kennt, sagte aus, dass sie die Anschuldigung an Craig bezüglich der sexuellen Belästigung unhaltbar seien.
Nach der Warped Tour veröffentlichte Trenton Woodley, Sänger der australischen Gruppe Hands Like Houses, ein Statement, in welchem er seinen Unmut über die Verpflichtung von YouTubern für die Ausgabe der Warped Tour ausdrückte. Er zeigte sich empört über die Tatsache, dass diese mit den auftretenden Musikern gleich gesetzt würden, obwohl diese keine Kunst vollbringen, sondern lediglich mit Medien arbeiten.